# Jonathan Meeks
Jonathan Meeks (Rock Hill, 8 novembre 1989) è un giocatore di football americano statunitense che gioca nel ruolo di safety per i Buffalo Bills della National Football League (NFL). Fu scelto nel corso del quinto giro (143º assoluto) del Draft NFL 2013 dai Bills. Al college ha giocato a football coi Clemson Tigers.

## Carriera professionistica

### Buffalo Bills
Meeks fu scelto nel corso del quinto giro del Draft 2013 dai Buffalo Bills. Debuttò come professionista nella settimana 1 contro i New England Patriots. La sua stagione da rookie si concluse con 2 tackle in 8 presenze, nessuna delle quali come titolare. Nella successiva invece non scese mai in campo.

## Statistiche
| Partite totali      | 8 |
| Partite da titolare | 0 |
| Tackle              | 2 |
| Sack                | 0 |
| Intercetti          | 0 |

Statistiche aggiornate alla stagione 2014